# Biją w Łeb
Biją w Łeb – polski herb szlachecki znany tylko z zawołania i dwóch przedstawień.

## Opis herbu
W polu barwy niewiadomej rogacina w słup.

## Najwcześniejsze wzmianki
Pierwsza wzmianka z 1424. Pierwsze przedstawienie na mensie ołtarza z 1467-77 w kościele Bożego Ciała w Krakowie. Znany także w XVI wieku, z chrzcielnicy w Juście z 1504 roku, oraz w Podolu z przełomu XV i XVI wieku. Herb ma rodowód średniowieczny, ale wtedy opisywano rogacinę jako strzałę. Zaginął w XVI wieku.

## Etymologia
Wedle Ludwika Moszyńskiego, Biją w łeb to odimperatywna proklamacja dopełnieniowa.

## Herbowni
Nieznane są nazwiska herbownych posługujących się tym herbem.